# Kambja
Kambja (tyska: Kamby) är en småköping (estniska: alevik) som utgör centralort i  Kambja kommun i landskapet Tartumaa i sydöstra Estland. Orten ligger vid  Riksväg 2 (E263), ca 20 km söder om staden Tartu.
I kyrkligt hänseende hör orten till Kambja församling inom den Estniska evangelisk-lutherska kyrkan.

## Vänort
- Toivakka, Finland